# Psychoda longifringa
Psychoda longifringa är en tvåvingeart som beskrevs av John D. Haseman 1907. Psychoda longifringa ingår i släktet Psychoda och familjen fjärilsmyggor. Inga underarter finns listade i Catalogue of Life.